# 西南学院小学校
西南学院小学校（せいなんがくいんしょうがっこう）は、福岡県福岡市早良区百道浜一丁目にある私立小学校。プロテスタント系キリスト教に基づいた教育を行う。
校舎は三階建てで、1学年2クラス編成（1クラス35名、計70名）、全学年で12クラスとなっている。男女共学。

## 概要
2010年に開校。これにより、西南学院は保育所・幼稚園から大学院までを擁する総合学園となった。

## 建学の精神
西南（せいなん）よ、基督（キリスト）に忠実（ちゅうじつ）なれ　(Seinan, be true to Christ)
創立者のC・K・ドージャーが臨終に際して言い遺した言葉であり、西南学院小学校のシンボルであるチャペルにも、この言葉が刻んである。

## 沿革
- 2010年 - 西南学院小学校開校

## 併設校
- 西南学院大学
- 西南学院中学校・高等学校（敷地内に併設）
- 舞鶴幼稚園
- 早緑子供の園（保育所）

## その他
- 最寄り駅は福岡市地下鉄空港線の西新駅であるが、学校の前を通る西鉄バス（行き先番号300、301、303、エコルライナー西南中高前、3-3N番）西南中高前バス停下車が便利である。